# William Jones (filólogo)
William Jones (Londres, 28 de setembro de 1746 — Calcutá, 27 de abril de 1794) foi um filólogo anglo-galês, um juiz severo na Suprema Corte em Fort William em Bengala e um estudioso da Índia Antiga, particularmente conhecido por sua proposição de a existência de uma relação entre as línguas europeias e indo-arianas, que ele cunhou como indo-europeias.
Jones também é creditado por estabelecer a Sociedade Asiática de Bengala no ano de 1784.
Era filho do matemático William Jones, conhecido por usar o símbolo π para representar a razão entre a circunferência de um círculo e seu diâmetro.

## Contribuições acadêmicas
Jones é conhecido hoje por fazer e propagar a observação sobre as relações entre as línguas indo-europeias. Em seu discurso do terceiro aniversário para a sociedade asiática (1786), ele sugeriu que as línguas sânscrita, grega e latina tinham uma raiz comum e que, de fato, todas elas podem estar relacionadas, por sua vez, às línguas góticas e célticas, bem como às Persa. Embora seu nome esteja intimamente associado a essa observação, ele não foi o primeiro a fazê-lo. No século XVI, os visitantes europeus da Índia perceberam as semelhanças entre as línguas indianas e europeias e, já em 1653, Van Boxhorn publicou uma proposta de protolíngua ("cita") para germânico, românico, grego e báltico, eslavo, céltico e iraniano.  Finalmente, em um livro de memórias enviado à Academia Francesa de Ciências em 1767, Gaston-Laurent Coeurdoux, um jesuíta francês que passou toda a sua vida na Índia, havia demonstrado especificamente a analogia existente entre o sânscrito e as línguas europeias. Em 1786 Jones postulou uma protolinguagem unindo sânscrito, iraniano, grego, latim, germânico e celta, mas em muitos aspectos seu trabalho era menos preciso do que o de seus predecessores, já que incluía erroneamente egípcio , japonês e chinês nas línguas indo-europeias, omitindo o hindustani e o eslavo. Jones também sugeriu erroneamente que o sânscrito 'foi introduzido [no norte da Índia] por conquistadores de outros reinos em uma era muito remota' deslocando 'o hindi puro' do norte da Índia.

No entanto, o terceiro discurso anual de Jones perante a Sociedade Asiática sobre a história e cultura dos hindus (entregue em 2 de fevereiro de 1786 e publicado em 1788) com a famosa passagem do "filólogo" é frequentemente citado como o início da linguística comparativa e indo-europeia estudos. 
A língua sânscrita, seja qual for sua antiguidade, é de uma estrutura maravilhosa; mais perfeito do que o grego, mais copioso do que o latim, e mais primorosamente refinado do que qualquer um deles, ainda tendo para ambos uma afinidade mais forte, tanto nas raízes dos verbos quanto nas formas da gramática, do que poderia ter sido produzida por acidente; tão fortes, de fato, que nenhum filólogo poderia examiná-los todos os três, sem acreditar que eles surgiram de alguma fonte comum, que, talvez, não exista mais; há uma razão semelhante, embora não tão convincente, para supor que tanto o gótico quanto o céltico, embora mesclados com um idioma muito diferente, tivessem a mesma origem com o sânscrito.; e o antigo persa pode ser adicionado à mesma família.
Essa fonte comum veio a ser conhecida como proto-indo-europeia.
Jones foi o primeiro a propor o conceito de uma "invasão ariana" no subcontinente indiano, o que, de acordo com Jones, levou a uma divisão étnica duradoura na Índia entre a descendência de índios indígenas e os arianos. Essa ideia caiu no esquecimento devido à falta de evidências, mas foi posteriormente adotada por indologistas amadores, como o administrador colonial Herbert Hope Risley.
Jones também propôs teorias que podem parecer peculiares hoje, mas o eram menos em sua época. Por exemplo, ele acreditava que os padres egípcios haviam migrado e se estabelecido na Índia em tempos pré-históricos. Ele também postulou que os chineses eram originalmente hindus pertencentes à casta Kshatriya.
Jones, em seu Ensaio sobre as Artes de 1772 denominado Imitativo, foi um dos primeiros a propor uma teoria expressiva da poesia, valorizando a expressão sobre a descrição ou a imitação: "Se os argumentos, usados neste ensaio, têm algum peso, aparecerá, que as melhores partes da poesia, música e pintura, são expressivas das paixões ... as partes inferiores delas são descritivas de objetos naturais ".  Ele antecipou Wordsworth ao fundamentar a poesia na base de uma subjetividade romântica.

## Linha do Tempo Histórica de Eventos Bíblicos
Jones disse que "ou os primeiros onze capítulos de Gênesis ... são verdadeiros, ou toda a estrutura [sic] de nossa religião nacional é falsa, uma conclusão que nenhum de nós, acredito, gostaria de tirar". (1788, 225)
Ele também disse que "Eu ... sou obrigado, é claro, a acreditar na santidade dos veneráveis livros [de Gênesis]" (1788, 225)
Jones "traçou a fundação do império indiano mais de três mil e oitocentos anos a partir de agora" (Jones, 1790). Jones pensou que era importante que esta data fosse entre a data de criação do Bispo Usher de 4004 AEC e o Grande Dilúvio que Jonas considerou ser em 2350 AEC.

## Encontro com Anquetil-Duperron
Na Europa, surgiu uma discussão sobre a autenticidade da primeira tradução das escrituras do Avestá. Foi a primeira evidência de uma língua indo-europeia tão antiga quanto o sânscrito a ser traduzida para uma língua europeia moderna. Foi sugerido que o chamado Zendavestá não era uma obra genuína do profeta Zoroastro, mas era uma falsificação recente. O mais importante entre os detratores, é de lamentar, foi o ilustre (embora jovem) orientalista William Jones. Ele afirmou, em uma carta publicada em francês (1771), que o tradutor Anquetil-Duperron tinha sido enganado, que o Parsis de Surat tinha espalhado sobre ele um conglomerado de invenções e absurdos inúteis. Na Inglaterra, Jones foi apoiado por Richardson e Sir John Chardin; na Alemanha, por Meiners. Anquetil-Duperron foi rotulado como um impostor que inventou sua própria escrita para apoiar sua afirmação. Este debate não foi resolvido por quase um século.
Não é curioso que Jones não tenha incluído o iraniano em sua nomeação do grupo de línguas indo-europeias, uma vez que ele não tinha nenhuma ideia sobre a relação entre o avéstico e o sânscrito como dois ramos principais desse grupo de línguas.

## Citação de Schopenhauer
Arthur Schopenhauer referiu-se a uma das publicações de Sir William Jones no §1 de The World as Will and Representation (1819). Schopenhauer estava tentando apoiar a doutrina de que "tudo o que existe para o conhecimento e, portanto, todo este mundo, é apenas objeto em relação ao sujeito, percepção de quem percebe, em uma palavra, representação". Ele citou o inglês original de Jones:
... quão cedo esta verdade básica foi reconhecida pelos sábios da Índia, uma vez que aparece como o princípio fundamental da filosofia Vedânta atribuída a Vyasa, é provada por Sir William Jones no último de seus ensaios: "Sobre a Filosofia do Asiatics "(Asiatic Researches, vol. IV, p. 164):" O princípio fundamental da escola Vedanta consistia em não negar a existência da matéria, ou seja, solidez, impenetrabilidade e figura extensa (negar o que seria loucura), mas corrigindo a noção popular dela, e argumentando que ela não tem essência independente da percepção mental; que existência e perceptibilidade são termos conversíveis ”.
Schopenhauer usou a autoridade de Jones para relacionar o princípio básico de sua filosofia com o que foi, de acordo com Jones, a proposição subjacente mais importante do Vedânta. Ele fez referência mais passageira aos escritos de Sir William Jones em outras partes de suas obras.

## Publicações
Listando, na maioria dos casos, apenas as edições e reimpressões que saíram durante a vida de Jones, livros de, ou incluindo trabalhos de William Jones, estão:
- Muhammad Mahdī, Histoire de Nader Chah: connu sous le nom de Thahmas Kuli Khan, empereur de Perse / Traduite d'un manuscrit persan, par ordre de Sa majesté le roi de Dannemark. Avec des notes chronologiques, historiques, géographiques. Et un traité sur la poésie orientale, par Mr. Jones, 2 vols (Londres: Elmsly, 1770), posteriormente publicado em inglês como The history of the life of Nader Shah: King of Persia. Extracted from an Eastern manuscript, ... With an introduction, containing, I. A description of Asia ... II. A short history of Persia ... and an appendix, consisting of an essay on Asiatick poetry, and the history of the Persian language. To which are added, pieces relative to the French translation / by William Jones (Londres: T. Cadell, 1773)
- William Jones, Kitāb-i Shakaristān dar naḥvī-i zabān-i Pārsī, taṣnīf-i Yūnus Ūksfurdī = A grammar of the Persian language (Londres: W. e J. Richardson, 1771) [2ª ed. 1775; 4ª ed. Londres: J. Murray, S. Highley, e J. Sewell, 1797]
- [anonimamente], Poems consisting chiefly of translations from the Asiatick languages: To which are added two essays, I. On the poetry of the Eastern nations. II. On the arts, commonly called imitative (Oxford: Clarendon Press, 1772) [2a. Edição. Londres: N. Conant, 1777]
- [William Jones], Poeseos Asiaticæ commentariorum libri sex: cum appendice; subjicitur Limon, seu miscellaneorum liber / auctore Gulielmo Jones (Londres: T. Cadell, 1774) [repr. Lipsiae: Apud Haeredes Weidmanni et Reichium, 1777]
- [anonimamente], An inquiry into the legal mode of suppressing riots: with a constitutional plan of future defence (Londres: C. Dilly, 1780) [2ª ed., não mais anonimamente, Londres: C. Dilly, 1782]
- William Jones, An essay on the law of bailments (Londres: Charles Dilly, 1781) [repr. Dublin: Henry Watts, 1790]
- William Jones, The muse recalled, an ode: occasioned by the nuptials of Lord Viscount Althorp and Miss Lavinia Bingham (Strawberry-Hill: Thomas Kirgate, 1781) [repr. Paris: F. A. Didot l'aîné, 1782]
- [anonymously], An ode, in imitation of Callistratus: sung by Mr. Webb, at the Shakespeare Tavern, on Tuesday the 14th day of May, 1782, at the anniversary dinner of the Society for Constitutional Information ([Londres, 1782])
- William Jones, A speech of William Jones, Esq: to the assembled inhabitants of the counties of Middlesex and Surry, the cities of Londres and Westminster, and the borough of Southwark. XXVIII May, M. DCC. LXXXII (Londres: C. Dilly, 1782)
- William Jones, The Moallakát: or seven Arabian poems, which were suspended on the temple at Mecca; with a translation, and arguments (Londres: P. Elmsly, 1783), https://books.google.com/books?id=qbBCAAAAcAAJ
- [anonymously], The principles of government: in a dialogue between a scholar and a peasant / written by a member of the Society for Constitutional Information ([Londres: The Society for Constitutional Information, 1783])
- William Jones, A discourse on the institution of a society for enquiring into the history, civil and natural, the antiquities, arts, sciences, and literature of Asia (Londres: T. Payne and son, 1784)
- William Davies Shipley, The whole of the proceedings at the assizes at Shrewsbury, Aug. 6, 1784: in the cause of the King on Friday August the sixth, 1784, in the cause of the King on the prosecution of William Jones, attorney-at-law, against the Rev. William Davies Shipley, Dean of St. Asaph, for a libel ... / taken in short hand by William Blanchard (Londres: The Society for Constitutional Information, 1784)
- William Davies Shipley, The whole proceedings on the trial of the indictment: the King, on the prosecution of William Jones, gentleman, against the Rev. William Davies Shipley, Dean of St. Asaph, for a libel, at the assize at Shrewsbury, on Friday the 6th of August, 1784, before the Hon. Francis Buller ... / taken in short-hand by Joseph Gurney (Londres: M. Gurney, [1784])
- Jones, William (1786). «A dissertation on the orthography of Asiatick words in Roman letters». Asiatick Researches. 1: 1–56
- [William Jones (ed.)], Lailí Majnún / a Persian poem of Hátifí (Calcutta: M. Cantopher, 1788)
- [William Jones (trans.), Sacontalá: or, The fatal ring: an Indian drama / by Cálidás ; translated from the original Sanscrit and Prácrit (Londres: Edwards, 1790) [repr. Edinburgh: J. Mundell & Co., 1796]
- W. Jones [et al.], Dissertations and miscellaneous pieces relating to the history and antiquities, the arts, sciences, and literature, of Asia, 4 vols (Londres: G. Nicol, J. Walter, e J. Sewell, 1792) [repr. Dublin: P. Byrne e W. Jones, 1793]
- William Jones, Institutes of Hindu law: or, the ordinances of Menu, according to the gloss of Cullúca. Comprising the Indian system of duties, religious and civil / verbally translated from the original Sanscrit. With a preface, by Sir William Jones (Calcutta: by order of the government, 1796) [repr. Londres: J. Sewell e J. Debrett, 1796] [trans. by Johann Christian Hüttner, Hindu Gesetzbuch: oder, Menu's Verordnungen nach Cullucas Erläuterung. Ein Inbegriff des indischen Systems religiöser und bürgerlicher Pflichten. / Aus der Sanscrit Sprache wörtlich ins Englische übersetzt von Sir W. Jones, und verteutschet (Weimar, 1797)
- [William Jones], The works of Sir William Jones: In six volumes, ed. by A[nna] M[arie] J[ones], 6 vols (Londres: G. G. e J. Robinson, e R. H. Evans, 1799) [com dois volumes suplementares publicados em 1801], [repr. The works of Sir William Jones / with the life of the author by Lord Teignmouth, 13 vols. (Londres: J. Stockdale e J. Walker, 1807)], vol. 1, vol. 2, vol. 3, vol. 4, vol. 5, vol. 6, supplemental vol. 1, supplemental vol. 2